# لاري توماس (لاعب كرة قاعدة)
لاري توماس (بالإنجليزية: Larry Thomas)‏ هو لاعب كرة قاعدة أمريكي، ولد في 25 أكتوبر 1969 في ميامي في الولايات المتحدة.

## وصلات خارجية
- لاري توماس على موقعبيزبول رفرنس.كوم (الدوري الرئيسي) (الإنجليزية)